# Spedizione di Badr al-Maw'id
La Spedizione di Badr al-Maw'id fu la terza volta in cui Maometto guidò una spedizione a Badr. Gli storici moderni datano l'evento all'ottobre del 625 d.C., sebbene diverse fonti primarie indichino date alternative.
Secondo lo studioso islamico Safiur Rahman al-Mubarakpuri, un anno dopo la battaglia di Uhud, era giunto il momento per i musulmani di affrontare nuovamente i politeisti e riprendere la guerra per determinare quale delle due fazioni fosse degna di sopravvivere.
L'incursione aiutò i musulmani a riguadagnare la loro reputazione militare, la dignità e riuscì a imporre la loro presenza su tutta l'Arabia dopo la sconfitta nella battaglia di Uhud. Si narra che i versetti del Corano, sura III:173-176 furono rivelati divinamente a Maometto durante questo evento. L'evento e le informazioni sui versetti sono menzionati nella collezione di Hadith Sahih Bukhari.